# Америчка Самоа
Америчка Самоа (самоански: Amerika Samoa, енглески : American Samoa), територија је у склопу САД у јужном Пацифику југоисточно од независне државе Самоа. Зове се још и Источна Самоа, за разлику од Западне (Самоа). Ова територија је у самом средишту Полинезије. Њена локација је центрирана на 14,2710° Ј, 170,1322° З. Она је на источној граници Међународне датумске границе, док је независна Самоа западно од ње.
Америчка Самоа се састоји од пет главних острва и два корална атола. Највеће и најнасељеније острво Тутуила, са Мануа острвима, Роуз атолом, и Свејнс острвом су обухваћени овом територијом. Сва острва изузев Свејнс острва су део Самоански острва, лоцираних западно од Кукових острва, северно од Тонга, и око 300 миља (500 ) јужно од Токелауа. На западу су острва Валис и Футуна групе.
Априла 2019. године популација Америчке Самое је била приближно 55.689 људи. Већина њих су „национални припадници али не и држављани Сједињених Држава по рођењу”. Већина становника Америчке Самое је двојезично и може течно да говори енглески и самоански. Самоански је исти језик који се говори у суседној независној Самои.
Укупна копнена површина је 199 km2 (76,8 sq mi), што је нешто више од града Вашингтона. Америчка Самоа је најјужнија територија Сједињених Држава и једна од две територије САД јужно од екватора, заједно са ненасељеним острвом Џарвис. Производи од туне су главни извозни производ, а главни трговачки партнер су Сједињене Државе. Америчка Самоа је члан Пацифичке заједнице од 1983. године.
Током пандемије грипа из 1918. године, гувернер Џон Мартин Појер је претворио територију у карантин, и због његових акција, Америчка Самоа је једно од малобројних места на свету где није било смртних случајева узрокованих шпанском грозницом.
Америчка Самоа је позната по томе што има највећу стопу војног уписа од било које америчке државе или територије. Од 9. септембра 2014. године, локална станица за регрутацију америчке војске у Паго Пагу била је рангирана као прва по броју регрута међу 885 армијских регрутних станица и центара под Регрутном командом армије САД, која обухвата 50 држава, Колумбијски округ, Порторико, Гвам, Америчка Девичанска Острва, Комонвелт Северних Маријанских острва, Савезне Државе Микронезије, Палау, Маршалска острва, Јужну Кореју, Јапан и Европу.

## Историја
Самоа је била насељена већ 1.000 година п. н. е. Европски истраживачи су до Самое стигли тек у 18. веку.
Уговором из Берлина 1899. Немачка и САД поделиле су архипелаг Самоа. Наредне године САД су окупирале мањи, источни део архипелага.
Острва су имала и имају велик значај за америчку војску морнарицу. На пословима везаним за њу ради већина острвљана.
Постојао је план после Другог светског рата да се Америчка Самоа укључи у састав САД, али је услед противљења локалних поглавица овај предлог одбачен. По уставу из 1967, Америчка Самоа има аутономну управу.

## Саобраћај
Америчка Самоа има 241  аутопутева (према процени из 2008. године). Максимална дозвољена брзине је 30 миља на сат. Луке укључују Аунуу, Ауаси, Фалеасао, Офу и Паго Паго. Америчка Самоа нема железницу. На овој територији су три аеродрома, од којих сви имају асфалтиране писте. Главни аеродром је Међународни аеродром Паго Паго, на острву Тутуила. Група Мануа има два аеродрома: Офу аеродром на острву Офу и Фитиута аеродром на острву Тау. Према процени из 1999. године, на територији нема трговачке морнарице.
Прва аутобуска линија на Тутуили почела је са радом дана 8. јуна 1922. На Америчкој Самои тренутно постоји аутобуски систем зван аига аутобуски систем, кој се састоји од аутобуса који путују преко острва Тутуила.

## Демографија
Садашња популација Америчке Самое броји око 55.689 људи, 98% којих живи на највећем острву, Тутуили. Већина њих има „националност, али не и држављанство Сједињених Држава по рођењу”, док су 7–15% америчких држављана, а око 35% су странци. Од становништва рођеног у иностранству, 81% је из Самое.
Америчка Самоа је довољно мала да има само један поштански број, 96799, и користи Америчку поштанску службу (државни код „AS”) за доставу поште.

## Занимљивости
- Чак 30 Самоанаца игра у америчкој професионалној лиги у Америчком фудбалу.
- Фудбалски тим Америчке Самое држи један светски рекорд у фудбалу. Поражен је у међународном мечу против Аустралије са 31:0, 11. априла 2001.
- У литератури се обично наводи Паго Паго као престоница Америчке Самое. Главни град је, у ствари, Фагатого, а Паго Паго је име луке.
- Марта 1889, немачка морнарица гранатирала је село на Самои где је оштећена америчка имовина. Три америчка бојна брода упловила су у луку на Самои и припремала се да се сукобе с три немачка брода која су се тамо затекла. Пре него што је борба почела, ураган је потопио све бродове обе зараћене стране. Ово је довело до „принудног“ примирја.